# Бернар Лакомб
Бернар Лакомб (фр. Bernard Lacombe; 15. август 1952 — 17. јун 2025) био је француски фудбалер и тренер.

## Биографија
Играо је на позицији нападача, наступао за Лион од 1969. до 1978. године. У дресу Лиона је освојио Куп Француске 1973. године, највеће успехе у играчкој каријери је остварио играјући за Бордо.
У дресу Бордоа освојио је три титуле првака Француске (1984, 1985. и 1987.) и два Купа (1986. и 1987.).
Највећи успех у каријери остварио је 1984. године када је са Француском освојио титулу првака Европе, прву за "галске петлове" у историји. Дрес репрезентације Француске носио је 38 пута од 1973. до 1984. године, а дао је 12 голова. Учествовао је на два Светска првенства 1978. и 1982.
Као тренер је водио Лион у периоду од 1996. до 2000. године. Преминуо је 17. јуна 2025. године.

## Успеси

### Репрезентација

#### Француска
- Европско првенство: 1984.